# Carmaux
Carmaux è un comune francese di 10 430 abitanti situato nel dipartimento del Tarn nella regione dell'Occitania.
Il territorio comunale è bagnato dalle acque del fiume Cérou.

## Storia
Nel 1229, il castello di Carmaux era un feudo militare della baronia di Monestiès, dependento dai vescovi di Albi.  La signoria di Carmaux apparteneva alla famiglia Delpuech, signori di Cagnac, dove degli affioramenti di carbone erano già coltivati sulle rive del fiume Cérou. Nel XV secolo, la signoria passò a Géraud Hébrard, signore di Saint-Félix. All'inizio del XVI secolo, la signoria tornò a Sébastien Delpuech, signore di Cagnacfino al 1696. Jean-Baptiste de Ciron (1615 - 1684), consigliere, poi presidente del parlamento di Tolosa dal 1674 al 1724, acquistò la signoria di Carmaux.
Già dal XV secolo, il dipartimento del Tarn vantava una lunga tradizione vetraria, attraverso le sue vetrerie nella foresta demaniale di Grésigne e della Montagne Noire.
Nel 1873 la Société des mines de Carmaux (SMC) divenne proprietaria delle miniere di carbone; il fabbisogno di estrazione era elevato e il numero di minatori aumentò rapidamente: erano 2000 nel 1880 e quasi 3500 nel 1900. Nel 1892 scoppia il grande sciopero delle miniere di Carmaux in seguito al licenziamento di Jean-Baptiste Calvignac, operaio della miniera, eletto sindaco di Carmaux il 15 maggio 1892. I minatori furono sostenuti da Jean Jaurès, in seguito eletto deputato del Tarn come socialista indipendente nelle elezioni suppletive dell'8 gennaio 1893.
Il 16 agosto 1944, dopo lo sbarco degli Alleati in Provenza, ha inizio la "Battaglia di Carmaux". La guarnigione tedesca si è arresa, ma Carmaux rimane in balia di un contrattacco tedesco. Nei due giorni successivi – un evento raro nella storia della seconda guerra mondiale – 2000 partigiani respingeranno 2500 soldati tedeschi, permettendo così di liberare anche Rodez e Albi. Prima città del sud-ovest ad essere liberata con mezzi propri, Carmaux è stata premiata con la Croix de Guerre.

## Società

### Evoluzione demografica
Abitanti censiti

## Amministrazione

### Gemellaggi
- Neckarsulm
- Porcari